# Henry Porras
Henry Porras (født 13. januar 1971 i San José i Costa Rica) er en costaricansk professionel supermellemvægtsbokser. Han har en rekord på 35-8-1. Han debuterede i sin hjemby i 1998 mod Jose Venegas. Han har gennem sin karriere kæmpet mod kendte boksere som Jürgen Brähmer, Edison Miranda, Danilo Häußler, Carl Froch og Mikkel Kessler, men tabte mod dem alle.